# Sacalia bealei
La tartaruga ocellata di Beale (Sacalia bealei Gray, 1831) è una rara specie di tartaruga della famiglia dei Geoemididi.

## Descrizione
Il carapace, che può raggiungere i 150 mm di lunghezza, è di colore bruno chiaro o marrone con striature chiare. Il piastrone è chiaro, tendente al pesca con macchie discontinue brune o nere. La livrea è gialla o marrone-oliva con macchie nere. Sulla testa sono presenti due ocellature chiare bordate di nero. Le femmine depongono 2-3 uova a covata. Specie onnivora si nutre di carogne, lumache, larve di scarabeo, lombrichi, piante acquatiche e frutti.

## Distribuzione e habitat
Distribuita nella Cina meridionale da Fujian alla parte orientale della provincia del Guangdong. Vive in laghetti, stagni, fiumi e torrenti di montagna, in un ambiente caldo e umido.